# Luis Alberto Mosquera
Luis Alberto Mosquera Rivera (Coquimbo, Chile, 29 de abril de 1958) es un exfutbolista chileno, que jugaba como defensa central.

## Trayectoria
Oriundo de Coquimbo, Mosquera tuvo pasó por las selecciones juveniles amateurs de las ciudades de Coquimbo, La Serena y Arica hasta llegar a las divisiones inferiores de Universidad de Chile, debutando en el primer equipo en 1979. Ese mismo año participó en la obtención de la Copa Chile.
Tuvo una destacada carrera con el cuadro azul, salvo un paso en Audax Italiano durante 1985. En 1988 fue traspasado a Monterrey mexicano, donde se retiró al año siguiente.

## Selección nacional
Fue parte de la Selección olímpica de Chile que participó en los Juegos Olímpicos de Los Ángeles 1984, en donde disputó los cuatro partidos jugados por Chile.
Por la Selección de fútbol de Chile disputó un partido en 1983, ante Selección de fútbol de Brasil en Río de Janeiro (2–3).

### Participaciones en Juegos Olímpicos
| Olimpiadas            | Sede           | Resultado        |
| --------------------- | -------------- | ---------------- |
| Juegos Olímpicos 1984 | Estados Unidos | Cuartos de final |

### Partidos internacionales
| 1     | 28 de abril de 1983 | Estadio de Maracaná, Río de Janeiro, Brasil | Brasil     | 3-2 | Chile |   |  | Luis Ibarra | Amistoso |
| Total | Total               | Total                                       | Presencias | 1   | Goles | 0 |  |             |          |

| Selección chilena | Selección chilena | Selección chilena |
| Año               | Partidos          | Goles             |
| ----------------- | ----------------- | ----------------- |
| 1983              | 1                 | 0                 |
| Total             | 1                 | 0                 |

## Clubes
| Club                 | País   | Año       |
| -------------------- | ------ | --------- |
| Universidad de Chile | Chile  | 1977-1984 |
| Audax Italiano       | Chile  | 1985      |
| Universidad de Chile | Chile  | 1986-1988 |
| Monterrey            | México | 1988-1989 |
| Edmonton Brick Men   | Canadá | 1990      |

## Palmarés

#### Torneos nacionales
| Título     | Club                 | País  | Año  |
| ---------- | -------------------- | ----- | ---- |
| Copa Chile | Universidad de Chile | Chile | 1979 |